# 南岭山矾
南岭山矾（学名：Symplocos confusa）为山矾科山矾属下的一个种。

## 扩展阅读
- 維基物種上的相關：南岭山矾